# Argenton-l'Église
Argenton-l'Église is een plaats en voormalige gemeente in het Franse departement Deux-Sèvres (regio Nouvelle-Aquitaine) en telt 1479 inwoners (1999). De plaats maakt deel uit van het arrondissement Bressuire. Argenton-l'Église is op 1 januari 2019 gefuseerd met de gemeente Bouillé-Loretz tot de gemeente Loretz-d'Argenton. 

## Geografie
De oppervlakte van Argenton-l'Église bedraagt 25,7 km², de bevolkingsdichtheid is 57,5 inwoners per km².
De onderstaande kaart toont de ligging van Argenton-l'Église met de belangrijkste infrastructuur en aangrenzende gemeenten.

## Demografie
Onderstaande figuur toont het verloop van het inwonertal.